# Намюрский дом
Намюрский дом (фр. Maison de Namur) — династия, правившая в средневековом графстве Намюр.

## История
Область, позже известная как Намюр, первоначально называлась Ломмегау (лат. Pagus Lommensis, нем. Lommegau) и входила в состав сначала Лотарингского королевства, а затем герцогства Лотарингия. Возможно, что графство в 884 году входило в состав владений лотарингского графа Гизильберта, родоначальника Регинаридов, однако каких-то свидетельств о происхождении от этой династии Намюрского дома не существует. В начале X века в качестве графа в «pagus Lommensis» упоминается Беренгар (умер до 946), который, возможно, построил замок в Намюре. В 919 году он упоминается в титулом «граф Намюра». Существует предположение, что своим положением он обязан женитьбе на дочери герцога Лотарингии Ренье I. Возможно, что его непосредственным преемником был Роберт I (умер до 981), впервые упоминающийся в качестве графа Намюра в 946 году. Точное его происхождение неизвестно. «Vita Gerardi Abbatis Broniense» утверждает, что Роберт был потомком Беренгара. Хотя «Europäische Stammtafeln» указывает Роберта в качестве сына Беренгара, но с точки зрения хронологии он мог быть скорее внуком. Автор сайта «Foundation for Medieval Genealogy» предположил, что мать Роберта могла быть дочерью Беренгара. На возможное родство с Регинаридами указывает тот факт, что одного из сыновей Роберта I звали Гизельберт. При этом имя Беренгер среди представителей Намюрского дома отсутствует.
После раздела Лотарингии графы Намюра стали вассалами герцогов Нижней Лотарингии. Граф Альберт I (умер до 1011), сын и наследник Роберта I, женился на Ирменгарде, дочери Карла, герцога Нижней Лотарингии, породнившись, таким образом, с Каролингами.
Потомки Альберта I управляли Намюром до конца XII века. От старшей ветви отделились ветви графов Дарбюи (угасла в 1171) и де Ла Рош (угасла в 1174). Последним представителем рода по мужской линии стал Генрих Слепой, объединивший в своих руках графства Намюр, Люксембург, Дюрбюи, Ла Рош и Лонгви. Не имевший детей, Генрих в итоге признал наследником мужа своей сестры Алисы — графа Эно Бодуэна IV, а после его смерти в 1171 году наследником стал их сын Бодуэн V. В июле 1186 года у 75-летнего Генриха Слепого неожиданно родилась дочь Эрмезинда. После этого Генрих аннулировал предыдущее распоряжение о наследстве, что вызвало недовольство графа Эно. По его жалобе император Фридрих I Барбаросса в 1188 году вынудил Генриха восстановить Бодуэна д’Эно в статусе наследника. Однако граф Эно не стал дожидаться смерти Генриха Слепого и в 1189 году захватил Намюр. Император Фридрих поддержал Бодуэна. В 1190 году стороны достигли компромисса. Намюр закреплялся за Бодуэном V де Эно, Ла Рош и Дарбюи оставались в руках Генриха Слепого до его смерти. О том, кому должен был отойти Люксембург, в договоре упомянуто не было, но он также остался в руках Генриха. Его дочь Эрмезинда в итоге унаследовала только Дарбюи и Ла Рош, а Люксембург из-за отсутствия наследников по мужской линии оказался выморочным леном, который император Генрих VI передал своему брату, пфальцграфу Бургундии Оттону I. Однако в 1197 году граф Бара Тибо I, который женился на Эрмезинде, договорился с Оттоном Бургундским, в результате чего тот отказался от Люксембурга в пользу Эрмезинды и Тибо. Эрмезинда, умершая в 1247 году, стала последней представительницей Намюрского дома. После её смерти владения перешли к её сыновьям от второго брака с Валераном III, герцогом Лимбурга.

## Генеалогия

### Главная ветвь
- Беренгар (умер до 946), граф в «pagus Lommensis» в 908, граф Намюра в 919; жена: дочь Ренье I, герцога Лотарингии.
  -  ?
    -  Роберт I (умер до 981), граф Намюра в 946; жена: (?) Лиутгарда, дочь Адальберта I[кат.], графа Меца.
      - Альберт I (умер до 1011), граф Намюра; жена: с 990 Ирменгарда (умерла после 1013), дочь Карла I, герцога Нижней Лотарингии.
        - Роберт II (умер до 1031), граф Намюра.
          -  сын.

        - Альберт II (умер в 1063/1064), граф Намюра; жена: Регелинда (умерла после 1067), дочь Гозело I, герцога Верхней и Нижней Лотарингии.
          - Альберт III (до 10 августа 1035 — 22 июня 1102), граф Намюра с 1063/1064; с 1065/1066 Ида Саксонская (умерла 31 июля 1102), дочь Бернхарда II, герцога Саксонии, вдова Фридриха II, герцога Нижней Лотарингии.
            - Жоффруа I (умер 19 августа 1139), граф Намюра с 1102, граф де Шато-Порсьен в 1097—1104; 1-я жена: с около 1087 (развод в 1104) Сибилла, графиня де Шато-Порсьен, дочь Роже, графа де Шато-Порсьен; 2-я жена: с около 1109 Эрмезинда Люксембургская[англ.] (умерла 26 июня 1141), дочь Конрада I, графа Люксембурга, вдова Альберта II, графа фон Дагсбург.
              - (от первого брака) Елизавета Намюрская (умерла после 1148); 1-й муж: Жерве (умер в 1124), граф Ретеля с 1118; 2-й муж: не позднее 1131 Кларембо де Розуа (умер до 1158).
              - (от первого брака) Фландрин Намюрская; муж: Алард (умер в 1177), сеньо д’Эпинуа и д’Антуан.
              - (от второго брака) Альберт Намюрский (1109/1110 — после 7 января 1125).
              - (от второго брака)  Генрих Слепой (ок. 1111 — 14 августа 1196) — граф Намюра (под именем Генрих I) в 1139—1189, граф Люксембурга (под именем Генрих IV) с 1136, граф де Ла Рош (под именем Генрих III) ранее 1155 года, граф Дарбюи (под именем Генрих III) ранее 1148 года, граф де Лонгви с 1141; 1-я жена: с около 1152/1159 (развод 1163) Лауретта Эльзасская (около 1120 — 1170), дочь Тьерри Эльзасского, графа Фландрии, вдова Рауля I Храброго, Графа де Вермандуа; 2-я жена: с 1168 Агнес Гелдернская, дочь Генриха, графа Гелдерна.
                -  (от второго брака) Эрмезинда (июль 1186 — 12 февраля 1247), графиня де Ла Рош и Дарбюи с 1194, графиня Люксембурга с 1197; 1-й муж: с 1196 Тибо I (1158—1214), граф Бара, граф Люксембурга с 1197; 2-й муж: с 1214 Валеран III (ум. 1226), герцог Лимбурга с 1221, граф Люксембурга с 1214

              - (от второго брака) Клеменция Намюрская (умерла 28 декабря 1158); муж: Конрад (1090 — 8 января 1152), герцог Церинген с 1122.
              - (от второго брака) Беатриса Намюрская (ум. 1160); муж: Итье (ум. 1171), граф Ретеля с 1158
              -  (от второго брака) Алиса (ум. июль 1169); муж с 1130, чтобы Бодуэн IV (1110 — 8 ноября 1171), граф Эно

            - Генрих I Намюрский (умер до 1138), граф де Ла Рош.
              -  ветвь графов де Ла Рош.

            - Фридрих Намюрский[англ.] (умер в 1121/1122), епископ Льежа с 1119.
            - Альберт Намюрский (умер до 1122), граф Яффы с 1118; жена: с 1118/1119 Мабиль де Руси, дочь Эбля II, графа де Руси, вдова Гуго I де Пюизе, графа Яффы.
            -  Алиса Намюрская; муж: до 1097 Оттон II, граф Шини.

          -  Генрих I Намюрский (умер после 23 апреля 1088), граф Дарбюи.
            -  ветвь графов Дарбюи.

        - Гедвига Намюрская (умерла около 1080); муж: Герхард I (умер около 1070), граф Меца и Шатенуа с 1045, герцог Верхней Лотарингии с 1048.
        - Лиутгарда (Эмма) Намюрская; муж либо Оттон[англ.] (умер до 1016), граф Лоон, либо Гизельберт[англ.] (умер около 1045), граф Лоон.
        - Года Намюрская.
        -  Ирменгарда Намюрская.

      - Гизельберт (умер после 981).
      - Ратбот (умер после 981).
      -  (?) Лиутгарда; муж: Арнульф II[нем.] (умер 23 октября 1012), граф Камбре.

### Ветвь графов Дарбюи
- Генрих I Намюрский (умер после 23 апреля 1088), граф Дарбюи
  -  Жоффруа (Генрих) де Дарбюи (умер до 1124), граф Дарбюи; жена: Алиса де Гранпре, дочь Генриха I, графа де Гранпре.
    - Генрих II де Дарбюи (1115/1118 — 1134/1147), граф Дарбюи.
    - Ричард де Дарбюи (умер в 1171), епископ Вердена с 1163.
    -  Алиса де Дарбюи.

### Ветвь графов де Ла Рош
- Генрих I Намюрский (умер до 1138), граф де Ла Рош; жена: Матильда Лимбургская (умерла после 1148), дочь Генриха I, графа Лимбурга.
  - Жоффруа де Ла Рош (умер после 11 апреля 1138), граф де Ла Рош ранее 1138.
  - Генрих II де Ла Рош (умер до 10 января 1155), граф де Ла Рош ранее 1143; жена: Елизавета (умерла после 1152).
  - Фредерик де Ла Рош[англ.] (умер 30 октября 1174), архиепископ Тира
  - Матильда де Ла Рош; 1-й муж: Тьерри I (умер в 1147/1148), сеньор де Валькур; 2-й муж: Николас д’Уази[англ.] (умер в 1161/1171), сеньор д’Авен.
  -  Беатрис де Ла Рош (умерла после 1152); муж: Герард ван Бреда.